# Подкидные дураки
«Подкидные дураки» — рассказ А. Н. Толстого, опубликованный в 1928 году в журнале «Новый мир» (№ 11). При жизни писателя печатался в альманахе «Недра» и сборнике «Подкидные дураки» (1930), а также в собрании сочинений, изданном в 1934—1936 годах (том 3).
Тематически посвящён обоснованию жизни и опровержению поисков сомнительного бессмертия. Автор находился под воздействием концепций ноосферы В. И. Вернадского и панпсихизма К. Э. Циолковского. Критиками рассказ признавался «одним из интереснейших» в новеллистике Алексея Толстого 1920-х годов.

## Сюжет
По определению Айрин Масинг-Делич, героями рассказа являются два дурака: беспутный пьяница Ракитников и его сосед по коммунальной квартире эксцентричный профессор Прищемихин. Не выдержав разгульного образа жизни Ракитникова, после семи лет брака от него ушла жена, но он мучается одиночеством и лелеет мысли о смерти. Однажды, когда он пил пиво и закусывал раками, Ракитников осознал, что эти членистоногие пожирают утопленников и падаль, следовательно, и он, Ракитников, ест трупы и мертвечину, пусть и не напрямую. Основное действие начинается, когда подавленный похмельем Ракитников допытывается у профессора Прищемихина о смысле жизни. Соседа трижды дочиста грабили, поэтому он носит все жизненно необходимые предметы по карманам и в огромном заплечном мешке — «пережитке военного коммунизма». Несмотря на полную неустроенность (профессор курит в трубке махорку), ему всё совершенно ясно. Он разработал теорию «давления жизни», согласно которой жизнь постепенно одухотворяет всю материю и в конце концов сделает её стопроцентно живой. Поэтому он видит смысл жизни в увеличении этого давления на инертную «малосознательную» материю. Пример с раками кажется Прищемихину жизнеутверждающим, поскольку цель всех жизненных процессов человека заключается в «продвижении через себя вихрей мёртвой материи», что в конце концов приведёт к наступлению «психозойной эры». Упрощая, если утопленника пожрали раки, то покойник внёс тем самым большой вклад в улучшение жизни раков. В свою очередь, «улучшенные» раки улучшают жизнь рыб, которые съедают этих раков, и так далее по пищевой цепи. Пищевая цепь служит совершенствованию всех видов, включая венца творения — человека, так как человеку, съедающему рыбу, которая питалась раками, которые питались человеком, не только возвращаются ценные качества человеческой материи, поглощенные рыбой и раком, но сам он обогащается новой комбинацией частиц в составе материи. Согласно Прищемихину, каждая человеческая смерть означает торжество жизни, ибо она запускает новые, более организованные жизненные циклы. Каждый смертный должен рассматривать свою кончину как радостное событие, приближающее неизбежное наступление «психозойной» эры панвитализма.
Прищемихин утверждает, что революция ускорила самое время, и эволюционные процессы материи. Внедрение техники «расталкивает природу под бока», пробуждает всю биосферу ко всё большей и большей активности. Благодаря антропогенному воздействию, «ускорился круговорот атомов», а революция привела к круговороту не только в социальной, но и в биологической и физической сферах, изменяя саму структуру материи. Вот почему недалек час окончательной трансформации инертной материи в психозойную. Мир всеобщей сознательности и панвитальности — реальность завтрашнего дня.
Впрочем, рассуждения Прищемихина не оказывают воздействия на Ракитникова, который злит профессора вопросом, повеситься ему нынешней ночью или не повеситься? Прищемихин произносит филиппику против индивидуализма, и заявляет, что «неорганизованные выступления личности не изменяют статистических цифр». Соответственно, «если в этом месяце число самоубийств исчерпано — вы не повеситесь». Ракитникова же беспокоит эстетическая сторона дела, и он заявляет, что одинокая смерть, «венчающая» загубленную жизнь, ужасна. Химическая полезность смерти не утешает его и не примиряет с бессмысленностью существования. Профессор за перегородкой не спит и следит, чтобы Ракитников не попытался влезть в петлю, а затем предлагает «перекинуться в подкидного дурака». Сам Ракитников окончательно приходит к мысли, что в жизни должна быть цель, и лихорадочно пишет жене письмо, в котором обещает измениться к лучшему, если она вернется. Кажется вероятным, что её ответ будет положительным.

## Литературные особенности
Алексей Толстой в одном из частных писем называл рассказ «странненьким» и выносил на первое место психологические аспекты. По мнению Т. Х. Ахмадовой (Чеченский государственный университет), в толстовских рассказах 1920-х годов резко усложнена структура драматического конфликта, при этом акцент делается на внутреннем, а не внешнем действии. Т. Ахмадова именует рассказ «Подкидные дураки» одним из интереснейших в новеллистике А. Н. Толстого двадцатых годов, отмечая его хроническую недооцененность критиками.
Структура сюжета построена на диалоге отчаявшегося Ракитникова и профессора Прищемихина, который исповедует сугубо «позитивный» подход к жизни и к человеку. В известном смысле в рассказе сильно достоевское начало, например, в вопросе Ракитникова, повеситься ему или нет, Т. Х. Ахмадова видела отголоски рассуждений Тришатова из романа «Подросток». Сам Ракитников ощущает себя в какой-то момент актёром, который сам себе устроил «страшненький театр, монодраму», и выходом ему кажется попытка покончить со сложившимся равновесием между успокоенной совестью и жизненными обстоятельствами. Прищемихин в известном смысле является абсолютно внешним актором, что позволяет выпукло продемонстрировать личную драму Ракитникова. Главная проблема в том, что Ракитников не способен найти в самом себе нравственной основы, и ищет её во внешнем мире. Драматизм рассказа проистекает из кризисных обстоятельств, когда внутреннюю психологическую дисгармонию определяет не характер человека, а внешняя среда, которая воздействует на уже имеющуюся психологическую дисгармонию.
Философия профессора Прищемихина (идея «статистической» обусловленности жизни человека, рассуждения о «цифре», «проценте», через которые «не перескочить») определённо отсылает к «статистическим» концепциям в социологии, распространённых в шестидесятнической России, и проанализированных в романе Ф. М. Достоевского «Преступление и наказание». Как и Достоевскому, Алексею Толстому чужды попытки посредством логических, статистических и других квазирациональных методов «вычислить», «предсказать» человека, игнорируя при этом сознание и способность выбора, которые служили проявлением личностного начала. Собственно, пространные рассуждения Прищемихина только на первый взгляд могут показаться некой моделью положительного идеала. По мысли В. Н. Быстрова, «А. Н. Толстому важно обнажить глубинную суть концепции профессора, в основе которой лежит мысль о фатальной обусловленности человека и его действий. Неприятие художником механического материализма Прищемихина проявляется и в ощутимой авторской иронии по отношению к нему, и в характерном сопротивлении Ракитникова его рациональным выкладкам» .
Т. Х. Ахмадова утверждала, что в рассказе «Подкидные дураки» А. Н. Толстой анализировал идею связанности переустройства общества с внутренним «переустройством» отдельно взятой личности. В художественной форме это достигалось «изображением-исследованием» стихии «сталкивающихся фактов», при этом важные для повествователя противоречия не может быть разрешены, и в финале герои не «снимают» непреодолённых коллизий. При этом в повествовании, в отличие от ранней толстовской новеллистики, резко ослаблено авторское начало, что позволяло добиться достоверности и объективности в обрисовке характеров той эпохи в их непростых отношениях с действительностью.
Комментируя рассказ в составе собрания сочинений 1983 года, А. А. Александрова помещала «Подкидных дураков» в один ряд с «Голубыми городами» и «Гадюкой». Сам автор в одном из частных писем особо акцентировал, что в его рассказе «уклон — в сатиру, в иронию. В нём ни гражданской войны, ни жилплощади нет». По мнению А. Александровой, Ракитников вполне мог бы оказаться соседом Ольги Зотовой и вызвать презрение Буженинова. В Ракитникове перемешаны «мерзость, и пошлость, и подлинное отчаяние, боль». Иными словами, его страдания естественны по своей природе, и никак не могут быть поверены теориями Прищемихина. На Прищемихина оказали влияние теории В. И. Вернадского о биосфере и ноосфере (последняя — творение самого человека), а также идеи Циолковского о создании всё более сознательной материи. Термин «давление жизни» явно отсылает к В. Вернадскому. Образ Прищемихина не менее сложен и человечен, раскрываясь буквально на последней странице рассказа. Сначала Айрис Масинг-Делич называет профессора «научным безумцем», который безразличен к смыслу жизни отдельной личности. Ракитникову глубоко антипатична перспектива стать пищей для будущего поколения раков и в конечном итоге — для людей. Согласно его мнению, в жизни должна быть иная цель, нежели высвобождение «вихрей материи», что и изливается в его бессвязном письме жене («буду питаться одними помидорами»). Автор явно подводит читателя к мысли, что смысл жизни коренится в ней самой, в добрых отношениях между людьми, в первую очередь — в дружбе и любви. И сам Прищемихин в момент острого кризиса руководствуется не своей философией психозоизма, а гуманностью: не спит, припав ухом к стенке, прислушиваясь, не пытается ли его сосед покончить с собой, готовый тут же помешать ему, спасти от преждевременной кончины.

Оба «дурака» сохранили основные понятия о том, что истинную ценность жизни составляет забота о ближнем и близких. Только эта забота наполняет человеческую жизнь смыслом, в отличие от психозойной эры, которая, конечно, спасёт все человечество от смерти, но лишь в том случае, если вообще когда-нибудь настанет.